# Dactylastele duplicatum
Dactylastele duplicatum is een slakkensoort uit de familie van de Calliostomatidae. De wetenschappelijke naam van de soort is voor het eerst geldig gepubliceerd in 1853 door A. Adams.